# Osek, Nova Gorica
Osek je naselje v občini Nova Gorica. Skupaj z Vitovljami tvori skupno krajevno skupnost (KS Osek-Vitovlje) in skupno župnijo. Naselje leži na severni strani Vipavske doline med Črničami in Šempasom na spodnjih pobočjih Čavna.
Najstarejša znana pisna omemba kraja je iz leta 1289. Stari del vasi je spomeniško zaščiten kot naselbinska dediščina.
V sredini vasi je cerkev svetega Martina, v bližini pa je tudi pokopališče. Ob pokopališču je spomenik padlim v drugi svetovni vojni. Tega je Marko Pogačnik nadgradil s kraškim kamnom, ki ga je na eni strani obdelala voda, na drugi pa je vklesal kozmogram. Tu naj bi bila močna »energetska« točka. 
Osek je ena od postaj na Vitovski krožni poti in na tematski pešpoti od Lijaka do Sekulaka.
V bližini vasi je vojaško pokopališče iz časa prve svetovne vojne, ki je bilo del kompleksa vojaške bolnišnice. Ta je pri Oseku delovala od začetka leta 1916, najprej kot bolnišnica (Feldspital 10/14), nato kot divizijska sanitetna postaja (Divisionssanitätsanstalt) in nato zopet kot bolnišnica (Feldspital 1407). Na pokopališču je pokopanih skoraj 800 vojakov različnih narodnosti.